# Kaldereta

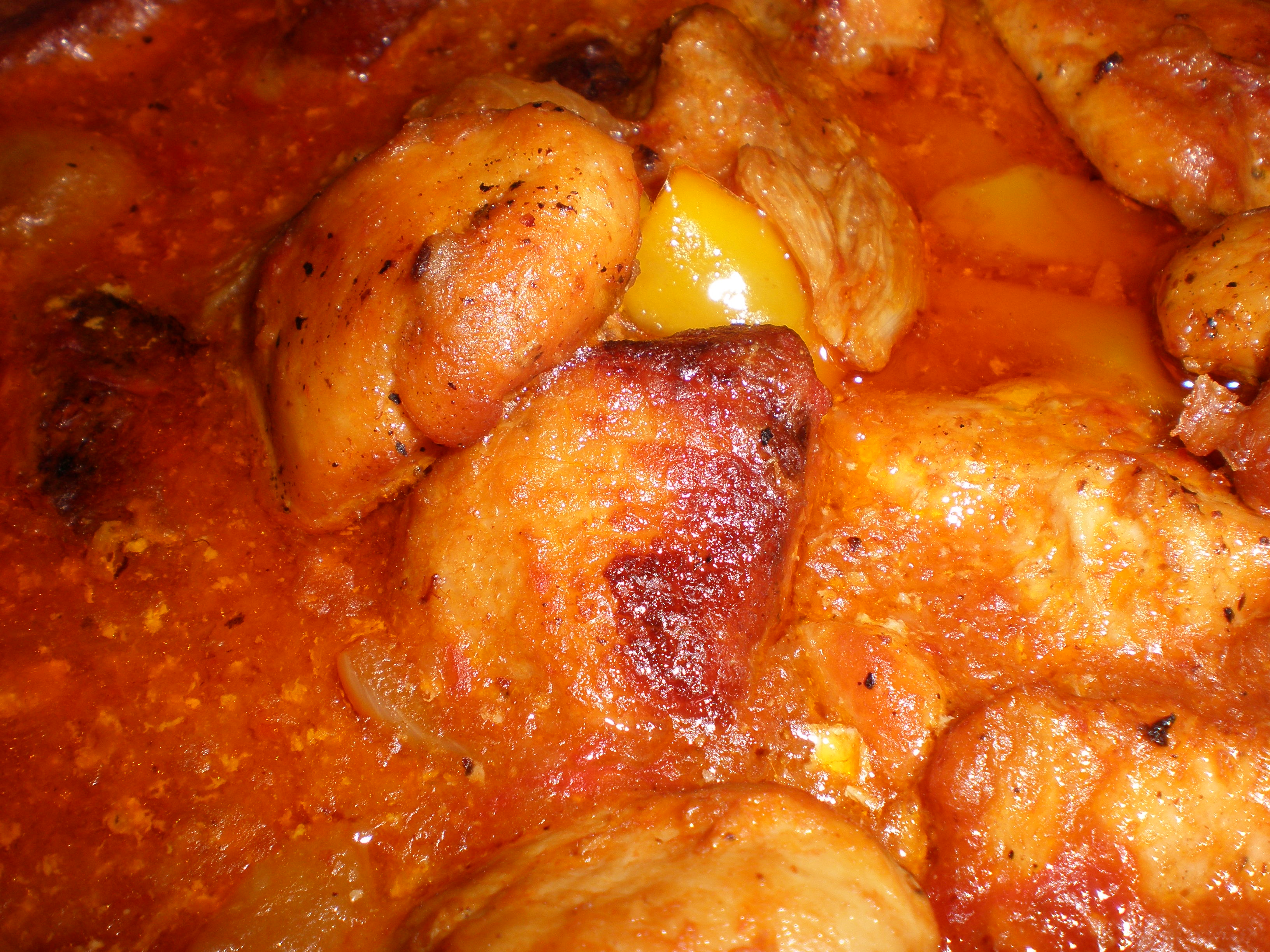
Kaldereta de ternera con patatas.

La kaldereta es un plato típico de la cocina filipina que se elabora con estofado de carne de vacuno (a veces cabra). Se trata de un plato de clara influencia española (véase: Caldereta). Es muy popular en la isla de Luzón.

## Características
Es un plato en el que la carne de vacuno, o de cabra, se corta en pequeños pedazos para ser estofada en abundante salsa de tomate. Suele añadirse a la carne el hígado (denominado igado) y verduras como cebollas finamente picadas, salsa de tomate, pimientos verdes, ajo, etc. En una olla se suele estofar todo el contenido. En la Gran Manila suele añadirse patatas.